# 블라디미르 표도로비치 바빌로프
블라디미르 표도로비치 바빌로프(Владимир Фёдорович Вавилов, 1925년 5월 5일 ~ 1973년 11월 3일)는 러시아의 기타・류트 연주자이자 작곡가이다.
그는 프리츠 크라이슬러와 마찬가지로 자신의 작품을 르네상스・바로크 작곡가의 이름으로 발표하곤 했다.
다른 사람 작품으로 알려진 바빌로프의 대표적인 작품으로는 ‘줄리오 카치니의 아베 마리아’가 있다. 원래 이 곡은 익명으로 발표했지만 후에 카치니의 작품으로 알려지게 되었다.